# Croton fulvus
Pour Croton fulvus, A.Rich, voir Croton bispinosus.
Espèce
 Croton fulvus est une espèce de plantes à fleurs du genre Croton et de la famille des Euphorbiaceae, peut-être présente au Brésil.
Il a pour synonyme :
- Oxydectes fulva, (Mart.) Kuntze